# Royal College of Surgeons of Edinburgh

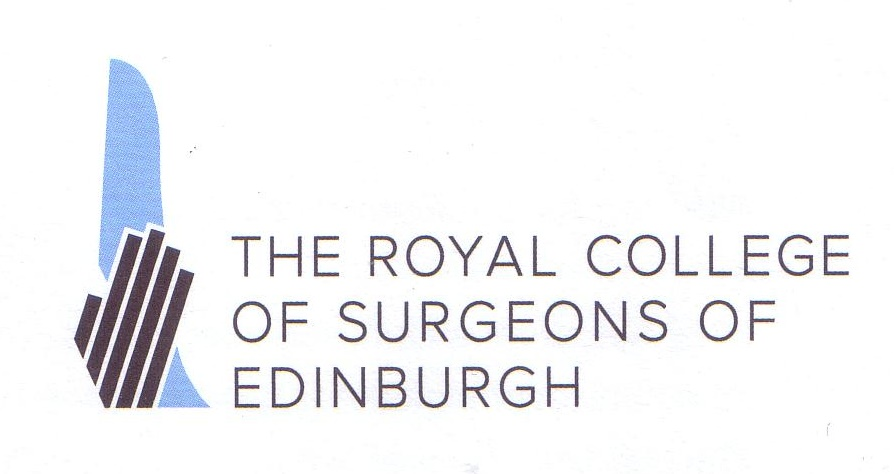

Das Royal College of Surgeons of Edinburgh (dt. etwa: Königliches Chirurgenkolleg von Edinburgh), abgekürzt RCSEd, wurde 1505 gegründet und ist die älteste Chirurgenvereinigung der Welt. Sie steht unter dem Patronat des Duke of Edinburgh (von 1955 bis 2021 Prinz Philip).

## Geschichte und Aufgabe

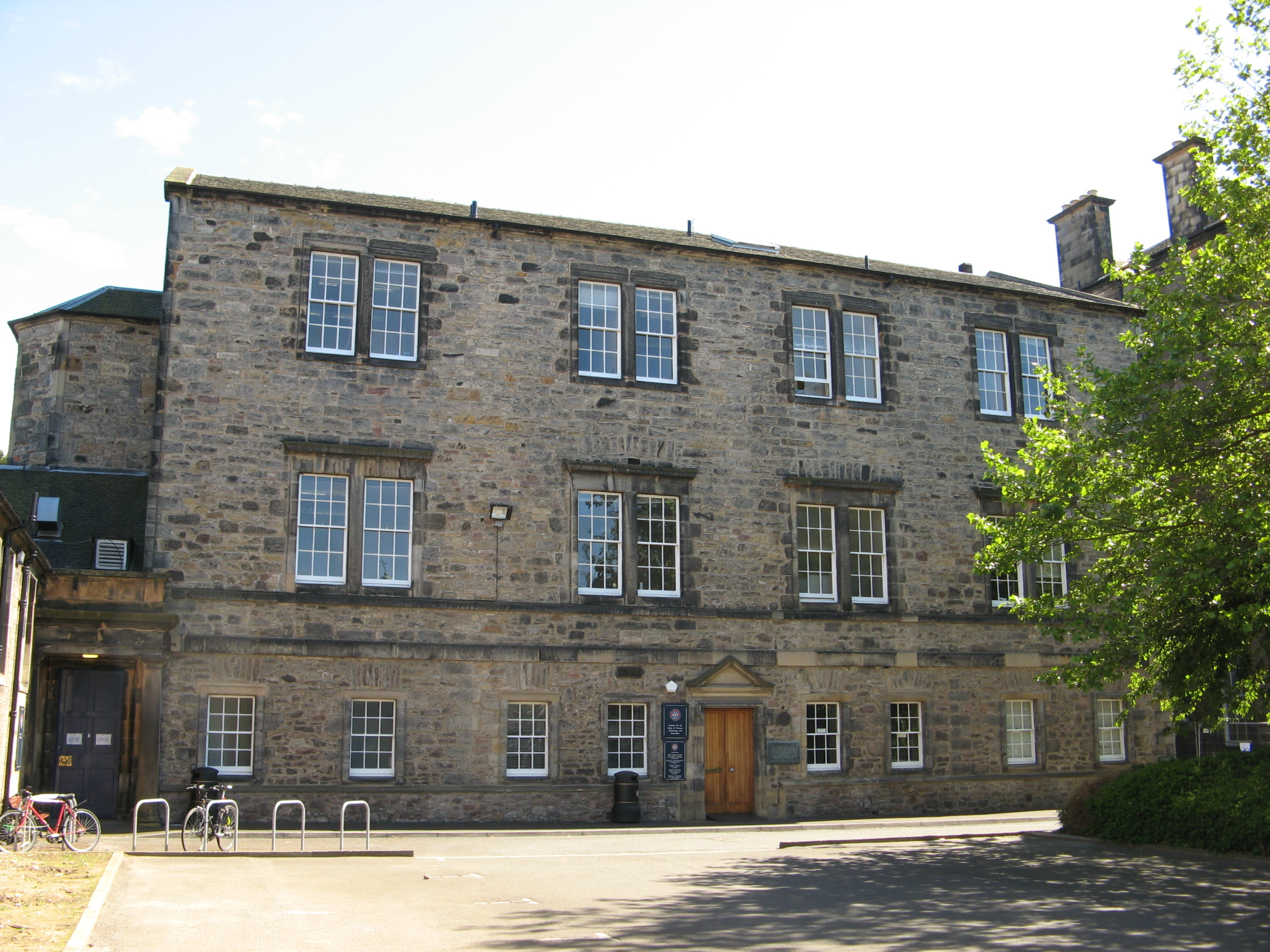
Ehemalige Old Surgeons' Hall, errichtet 1697

Den schottischen Feldschern und Barbieren gewährte der Stadtrat von Edinburgh 1505 die Selbstverwaltung mit der Aufgabe, für „die höchstmöglichen Standards in der Chirurgie“ zu sorgen. Ihre Erhaltung und Fortentwicklung sowie die Aus- und Weiterbildung in den operativen Fächern sind seither die zentrale Aufgabe des RCSEd. Das Prüfungsprogramm für die Fellowship („the test“) ist ausgefeilt und „rigoros“: Bis zu 80 % der Kandidaten aus aller Welt versagen bei den aufwendigen Prüfungsetappen.
Das College umfasst und vertritt nicht nur alle chirurgischen Fächer, sondern auch die Zahnheilkunde, die Kieferchirurgie, die Ophthalmologie, die Gynäkologie und Geburtshilfe und die HNO-Heilkunde. Mit dem Royal College of Surgeons in Ireland gibt es die Fachzeitschrift The Surgeon heraus. Sie bringt vor allem allgemeinchirurgische Beiträge.
Das College wurde als Handwerkergilde gegründet. Von den akademischen Ärzten wurden seine Mitglieder daher zunächst abwertend mit Mister angeredet. Daraus entstand später die noch heute lebendige Tradition der Anrede. Wer kein Fellow ist, bleibt (despektierlich gemeint) Doctor.

## Bedeutung
Das Royal College of Surgeons of Edinburgh gilt als das internationalste der vier Colleges of Surgeons  im Vereinigten Königreich (die anderen sind das Royal College of Surgeons of England, das Royal College of Surgeons in Ireland und das Royal College of Physicians and Surgeons of Glasgow). Es hat etwa 13.000 Fellows, je ein Drittel im Vereinigten Königreich, in Australien und im Commonwealth. In Indien und immer mehr in Fernost und Afrika gelten die Fortbildungsprogramme als vorbildlich. Die Membership (Part I) und Fellowship (Part II der Prüfungen) sind die Vorbedingung chirurgischer Karrieren.
Innovation und Anpassungsfähigkeit des Royal College of Surgeons of Edinburgh werden weltweit gerühmt. Die Datenbanken, der Informationszugang über die Website, die Continuous Medical Education, die Kontrollen von Ausbildern und Ausbildungen, die Bibliothek, das Archiv und nicht zuletzt die Sammlung anatomischer Präparate und chirurgischer Instrumente suchen ihresgleichen.
Das College machte im Jahr 2014 einen Umsatz von 16,2 Millionen Pfund Sterling. Die Einnahmen übertrafen die Ausgaben.

## Fellows
- Kategorie:Mitglied des Royal College of Surgeons of Edinburgh